# Rossiejskaja Torgovaja Sistema
Rossiejskaja Torgovaja Sistema (Russisch: Российская Торговая Система; "Russisch Handelssysteem"; afgekort: RTS) is een voormalige effectenbeurs, die in 1995 in Moskou werd gesticht. De RTS werkte aanvankelijk met handels- en koersstellingssoftware van de Nasdaq, maar ging in 1998 over op een in eigen beheer gemaakt systeem. Op 19 december 2011 fuseerde RTS met MICEX en de combinatie ging verder als OJSC Moscow Exchange MICEX-RTS.

## RTS-indexen
De RTS-index is de officiële beursindex en is equivalent aan de Dow Jones Industrial Average in New York. De index werd voor het eerst vastgesteld op 1 september 1995. De 30 meest liquide aandelen die geregistreerd staan op beurs zijn hierin opgenomen. De index wordt elke 30 minuten berekend aan de hand van real-time prijzen en worden doorgegeven aan de RTS-website, RTS-werkstations en nieuwsagentschappen. De inhoud van de lijst wordt elke 3 maanden bekeken en eventueel aangepast.
De RTS-2 Index wordt berekend op basis van secundaire aandelen (Engels: second-tier stocks, small cap of secundary stocks).

## Fusie RTS en MICEX
Op 3 februari 2011 maakten RTS en MICEX, de andere grote effectenbeurs van Moskou, bekend te willen fuseren. MICEX zal een meerderheidsbelang nemen in RTS en de activiteiten integreren. De fusie maakt het mogelijk alle financiële transacties te doen op één beurs. Dit is gemakkelijker en leidt ook tot betere verhandelbaarheid van de effecten. MICEX werd in 1992 opgericht door lokale banken en de Russische Centrale Bank. MICEX heeft een sterke positie in de handel van vreemde valuta en aandelen van de grootste Russische bedrijven zoals Gazprom en Lukoil. RTS werd opgericht door lokale effectenhandelaren; hier worden naast aandelen ook veel financiële derivaten verhandeld. De fusie vond op 19 december 2011 plaats en de officiële nieuwe naam is OJSC Moscow Exchange MICEX-RTS geworden.